# FC Torinese
Football Club Torinese (česky: FC Torinese) byl italský fotbalový klub, sídlící ve městě Turín. Fotbalovou sekci založili v roce 1894, jako vedlejší sekci bruslařského klubu Circolo Pattinatori Valentino Torino. Fotbalová sekce se osamostatnila v roce 1897. Patřil mezi nejsilnější kluby v prvních letech fotbalu v Itálii. Několik let zde hrál pozdější slavný trenér Vittorio Pozzo.
V roce 1900 se spojil s jiným klubem z Turína, a to Inter Turín. Dne 3. prosince 1906 do klubu přišla skupina lidí z Juventusu, vedená Dickem a ti dali nový život novému klubu – Turín FC.
Dne 6. září 2018 mládežnický klub ASD Talent Scout Italia podal žádost federaci, aby si změnili svůj název na FC Torinese 1894 jako formu pocty klubu z devatenáctého století a převzal jeho žluté a černé klubové barvy.
Největšího úspěchu zaznamenali v roce 1900, když došli do finále turnaje, kde prohráli 1:3 s Janovem. 